# Canthon coeruleicollis
Canthon coeruleicollis là một loài bọ cánh cứng trong họ Bọ hung (Scarabaeidae).